# Peter Eberhard
Peter Eberhard (* 15. März 1966 in Stuttgart) ist ein deutscher Maschinenbauingenieur, Wissenschaftler und Universitätsprofessor.

## Werdegang
Peter Eberhard studierte an der Universität Stuttgart Maschinenbau und graduierte 1991 zum Diplom-Ingenieur. Von 1992 bis 1996 war Eberhard wissenschaftlicher Angestellter am Institut für Technische und Numerische Mechanik der Universität Stuttgart. 1995 war er Visiting Scientist am Argonne National Laboratory. Eberhard promovierte 1996 an der Universität Stuttgart. Von 1996 bis 1997 absolvierte er einen Forschungsaufenthalt an der University of California. 1996 bis 2000 war Eberhard wissenschaftlicher Assistent für Mechanik an der Universität Stuttgart und habilitierte sich dort im Jahr 2000. Von 2000 bis 2002 war er Professor für Technische Mechanik und Systemdynamik an der Friedrich-Alexander-Universität Erlangen-Nürnberg. Seit 2002 ist Eberhard Ordinarius für Technische und Numerische Mechanik an der Universität Stuttgart. 2007 war er Gründungsmitglied des Stuttgart Research Center „Simulation Technology (SimTech)“.

## Forschungsschwerpunkte
Diese reichen von der Mehrkörperdynamik über die Mechatronik bis hin zur Biomechanik.

## Preise und Auszeichnungen
Im Jahr 2000 erhielt Eberhard den Richard-von-Mises-Preis der Gesellschaft für Angewandte Mathematik und Mechanik. Im Jahre 2007 wurde ihm die Ehrenprofessur (Prof. E. h.) von der Nanjing University of Science and Technology verliehen.

## Werke
- Schiehlen, Werner u. Peter Eberhard: Technische Dynamik. 5. Auflage. Springer Vieweg, Stuttgart 2017, ISBN 978-3-658-18456-8 (213 S.).
- Schiehlen, Werner u. Peter Eberhard: Applied Dynamics. Springer, Cham 2014, ISBN 978-3-319-07334-7 (300 S.).
- Ambrosio, Jorge A. C. u. Peter Eberhard (Hrsg.): Advanced Design of Mechanical Systems. From Analysis to Optimization. Springer, Wien 2009, ISBN 978-3-211-99460-3 (426 S.).
- Eberhard, Peter u. Stephen Juhasz (Hrsg.): IUTAM. A Short History. Springer, Cham 2016, ISBN 978-3-319-31061-9 (230 S.).
- Eberhard, Peter (Hrsg.): IUTAM Symposium on Multiscale Problems in Multibody System Contacts. Proceedings of the IUTAM Symposium held in Stuttgart, Germany, February 20-23, 2006. Springer, Dordrecht 2007, ISBN 978-1-4020-5980-3.
- Eberhard, Peter: Kontaktuntersuchungen durch hybride Mehrkörpersystem-Finite-Elemente-Simulationen. Shaker, Aachen 2000, ISBN 978-3-8265-8107-6 (318 S., Habilitationsschrift).

Daneben verfasste Peter Eberhard (auch gemeinsam mit anderen Wissenschaftlern) zahlreiche wissenschaftliche Artikel in Fachzeitschriften und anderen Publikationen.